# Guillem de Cabestany
Guillem de Cabestany, en provenzal Guilhem de Cabestany (* finales del siglo XII- † 1212) fue un trovador catalán de la Edad Media cuya existencia está discutida.

## Leyenda de Guillem de Cabestany según los Cancioneros
Guillem de Cabestany fue un caballero de la comarca del Rosellón, que limita con Cataluña y con Narbona. Fue un hombre de agradable figura, y muy famoso en armas, cortesía y servicio. Y había en su comarca una dama que se llamaba Saurimonda, esposa de Ramon de Castell Rosselló, que era muy noble y rico, malo, bravo, feroz y orgulloso. Y Guillem de Cabestany quería la señora por amor, y sobre ella cantaba y componía sus canciones. Y la dama, que era joven, gentil, alegre y bella, lo quería más que a nada en el mundo. Y esto fue dicho a Ramon de Castell Rosselló; y él, como hombre airado y celoso, investigó el hecho y supo que era verdad, e hizo guardar la esposa. Y un día, Ramon de Castell Rosselló encontró a Guillem de Cabestany que paseaba con poca compañía, y lo mató; le hizo sacar el corazón del cuerpo y le cortó la cabeza; e hizo traer el corazón a su casa, y también la cabeza; e hizo asar el corazón con pimienta, y lo dio de comer a su esposa. Y cuando la dama lo hubo comido, Ramón de Castell Rosselló le dijo: "Sabéis qué es esto que habéis comido?" Y ella dijo: "No, sino que era una vianda muy buena y sabrosa." Y él le dijo que era el corazón de Guillem de Cabestany aquello que había comido; y, para que lo creyera, hizo traer la cabeza ante ella. Y cuando la mujer vio y sintió esto, perdió la vista y el oído. Y cuando volvió en sí dijo: "Señor, me habéis dado tan buena carne que nunca jamás comeré de otra." Y cuando él escuchó esto, corrió con su espada y quiso golpearla en la cabeza; y ella corrió hacia un balcón y se tiró, y así murió. Y por el Rosellón y por toda Cataluña corrió la nueva de que Guillem de Cabestany y la mujer habían muerto tan traidoramente y que Ramon de Castell Rosselló había dado el corazón de Guillem como comida a la mujer. Fue mucha la tristeza por todas las comarcas; y la queja llegó al rey de Aragón, que era señor de Ramon de Castell Rosselló y de Guillem de Cabestany. Y vino a Perpiñán, al Rossellón, e hizo que Ramon de Castell Rosselló se presentara delante de él; lo hizo prender y le arrebató todos sus castillos y los hizo destruir, y tomó de él todo aquello que tenía, y lo mandó a prisión. Y después mandó recoger los restos de Guillem de Cabestany y de la dama, y los hizo traer a Perpiñán y poner en un monumento ante la puerta de la iglesia; y ordenó dibujar sobre el monumento cómo habían muerto; y ordenó que por todo el condado del Rossellón, todos los caballeros y las damas celebraran el aniversario todos los años. Y Ramon de Castell Rosselló murió en la prisión del rey.

## Datos Reales
Que esta vida es falsa lo prueba el hecho de que, según consta en documentos de la época, Saurimonda, viuda de Ramón de Castell-Rosselló se volvió a casar el 1210 y que Guillem de Cabestany aparece en Navas de Tolosa el 1212. Además, el rey Alfonso I, que se menciona en las versiones más largas de la vida, había muerto un año antes del casamiento de Saurimonda con Ramón de Castell-Rosselló (1197).

## Obra
De este trovador se conservan siete canciones cuya autoría es segura, una de las cuales figura entre las más bellas y repetidas de la literatura trovadoresca (La dulce tristeza). Esta canción se encuentra junto a su traducción al catalán en el artículo de canciones. Las otras dos canciones son de atribución dudosa.